# William Windham (Politiker)

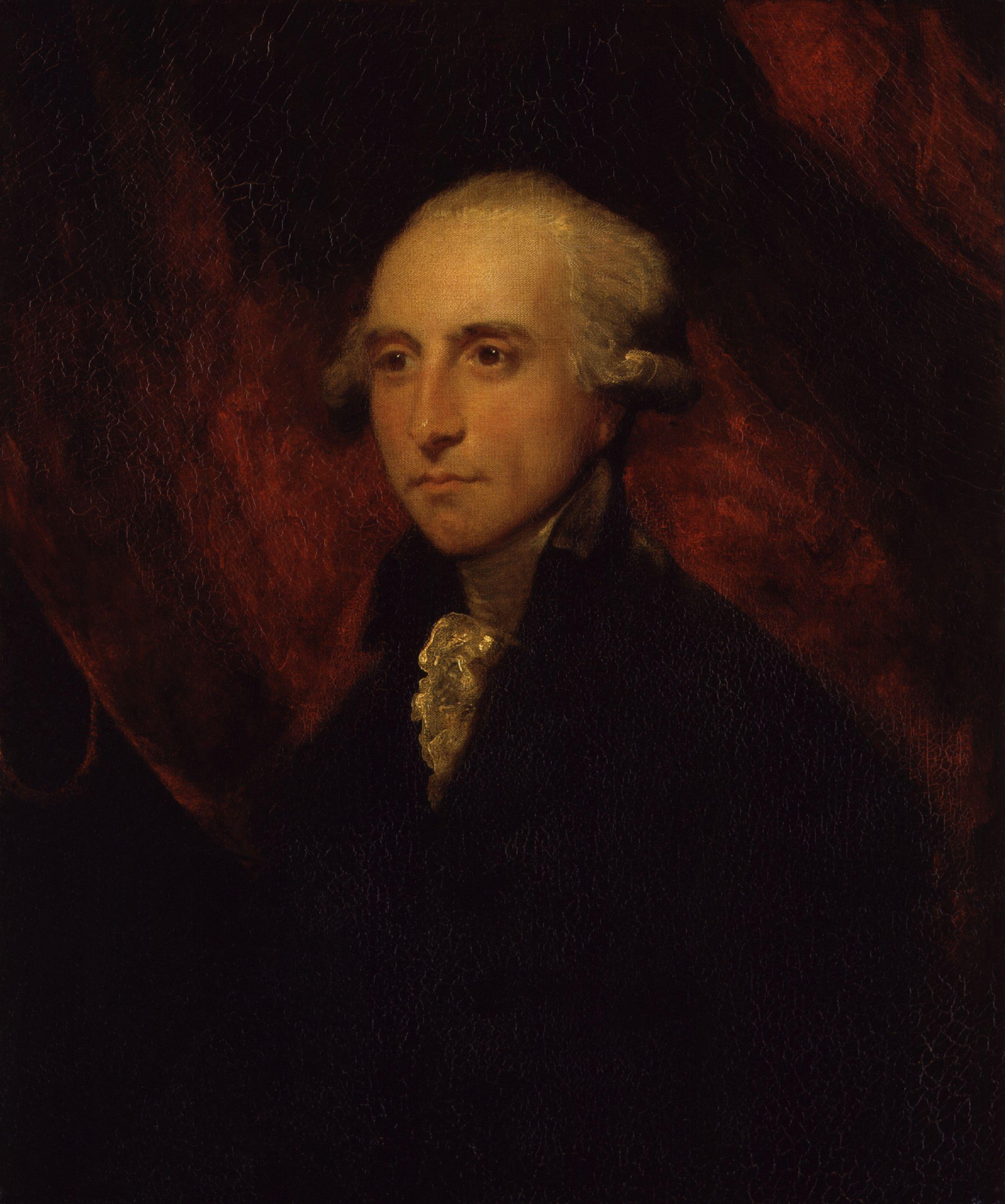
William Windham

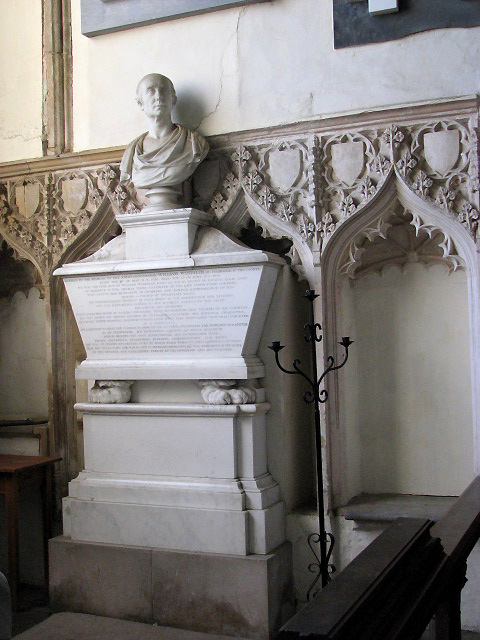
Grabmonument Windhams in der Kirche von Felbrigg

William Windham PC PC (Ire) (* 14. Mai 1750 in London; † 4. Juni 1810 in Pall Mall, London) war ein britischer Politiker.

## Leben
Windham war der Sohn des Landbesitzers William Windham (1717–1761) aus dessen Ehe mit Sarah Hicks (1710–1792) aus Tanfield in Essex, Witwe des Robert Lukin († 1744).
Windham besuchte von 1757 bis 1766 Eton College. Danach besuchte er kurz die Universität von Glasgow und von 1767 bis 1771 das University College der Universität Oxford. Er interessierte sich besonders für Mathematik und verfasste mehrere Abhandlungen, die unpubliziert blieben. Er unternahm eine erfolglose Polarexpedion und unternahm eine Grand Tour nach Österreich, Norwegen, die Schweiz und Italien.
Bei der britischen Unterhauswahl 1780 kandidierte er erfolglos als Abgeordneter für Norwich.
Im April 1783 wurde er vom Duke of Portland zum Chief Secretary for Ireland, also dem Leiter der irischen Verwaltung unter dem Vizekönig von Irland Robert Henley, 2. Earl of Northington (1747–1786) ernannt. Er trat jedoch bald zurück, da er Schäden für seine Gesundheit befürchtete. Nachtarbeit und überheizte Räume seien seiner Konstitution nicht zuträglich. Barker vermutet jedoch mangelndes Vertrauen von Henley, der in Dublin umlaufenden Gerüchten (ungenannten Inhalts) über Windham Glauben schenkte.
1784 wurde er erstmals als Abgeordneter für Norwich ins House of Commons gewählt. Er wurde mehrfach wiedergewählt und hatte das Mandat für Norwich bis 1802 inne. Von 1802 bis 1806 war er als Abgeordneter für St Mawes in Cornwall, von 1806 bis 1807 für New Romney in Kent und von 1807 bis 1810 für Higham Ferrers in Northamptonshire Mitglied des House of Commons.
Am 10. Juli 1798 heiratete er Cecilia Forrest (1750–1824), Tochter des Commodore Arthur Forrest (um 1716–1770). Die Ehe blieb kinderlos.
Vom 5. Februar 1806 bis 25. März 1807 war er Kriegs- und Kolonialminister.
Er starb 1810 nach einer Hüftoperation und wurde in der St-Margaret’s-Kirche von Felbrigg, nahe seinem Landgut Felbrigg Hall in Norfolk begraben.